# Mięsień PH4
Mięsień PH4, mięsień 98 – mięsień występujący w prosomie skorpionów.
Jeden z mięśni gardzielowych (ang. pharyngeal muscles). Bierze swój początek na tylnej części środkowego wyrostka nadgębia (epistomu). Kończy się przyczepiając do grzbietowej powierzchni "gardzieli precerberalnej" (ang. precerebral pharynx).